# Rolland Boitelle
Rolland Boitelle, né le 31 décembre 1924 à Saint-Mandé et mort le 10 décembre 2007 à Saint-Cloud, est un escrimeur et dirigeant sportif français. Il pratiquait le sabre.

## Biographie
Rolland Boitelle est arbitre international aux trois armes pendant trente ans et capitaine des équipes de France de fleuret entre 1955 et 1976. Sous sa direction les équipes de France de fleuret gagnent 31 médailles : 9 d’or , 8 d’argent et 14 de bronze.
Il est surtout connu pour ses responsabilités de dirigeant. Il est de 1981 à 1984 Président de la Fédération française d'escrime et plus tard Président de la Fédération internationale d'escrime de 1984 à 1992.